# Sainte-Maxime
Sainte-Maxime é uma comuna francesa na região administrativa da Provença-Alpes-Costa Azul, no departamento de Var. Estende-se por uma área de 81,61 km². Em 2010 a comuna tinha 14 457 habitantes (densidade: 177,1 hab./km²).